# Keve Mihály
Keve Mihály (Simonyifalva, 1914. – Kondoros, 1957.február 12.) magyar karhatalmista főhadnagy. Gyilkosság áldozata lett.

## Élete
Pogács Mihály (más források szerint Hoffmann Mihály) néven született, azonban nevét megváltoztatta, mivel pogácsának gúnyolták miatta. Előéletéről viszonylag keveset lehet tudni. 1952-ben ismerkedett meg Mihály Rozáliával (1926-2021),akivel 1953.március 22.-én házasságot kötöttek Mezőtúron. A párnak egy fia született, Keve Attila.

## A gyilkosság
Keve, miután 1956-ban behívták, először Békéscsabára, majd Gyulára került honvéd karhatalmistának. Nem önként ment, hanem behívó parancsra s mint ilyen, nem vett részt emberek a civilek elleni atrocitásokban, biztosítási feladatokkal volt megbízva.
1957. február 12-én este, miután eltávozást kapott őrhelyéről, hazaindult. Másnap reggelre ismerősénél meg volt beszélve egy disznóvágás, ahol megígérte, hogy  segít. Keve késő estig sem ért haza, felesége azonban – eleinte – nem gondolt semmi rosszra, és lefeküdt aludni. Másnap hajnalban a nőt a férje barátja ébresztette, akinél a disznóvágás volt. Ők ezután elindultak megkeresni Kevét, de nem akadtak a nyomára, így értesítették a rendőrséget. Az ügyben Békécsabáról érkeztek rendőrök, akikhez csatlakozott a katonaság Szegedről, és egy kutyás nyomozócsoport Pestről (ez utóbbit közvetlenül a Belügyminisztériumból irányították). A nyomozást nehezítette, hogy február 13-án esni kezdett a hó, ami hosszú ideig nem állt el. 
Keve Mihály holttestét végül egy héttel eltűnése után találták meg egy romtanyán, ahol a nyomozók addig sokszor megálltak pihenni keresés közben. Érdekesség, hogy a kutyák semmit nem jeleztek a test közelében (valószínűleg a hóesés miatt). Az ügy első számú gyanúsítottja a feleség, Mihály Rozália volt. A gyilkosság ügyében nem a rendőrség, hanem az Állambizottsági Vizsgálati Alosztály végezte a nyomozást. Mihály Rozália az eljárás idejére Mezőtúrra költözött a nővéréhez. Innen fekete autó vitte kéthetente Debrecenbe kihallgatásra, ahol nagyon durván vallatták. Az egyik vallatás alkalmával egy éjszaka alatt megőszült a haja. Mihály Rozáliát végül tisztázták a vádak alól.
1961-ben rendőrségi feljelentés érkezett egy Vajgel Mihály nevű férfi ellen. Vajgel mezőtúri volt, akkor 28 éves, Budapesten élt, a XIII. kerületben, és zenészként dolgozott. A férfi Angyalföldön udvarolt egy nőnek, akinek eldicsekedett azzal, hogy kondorosi otthonában két fegyvert is tart, és azok közül az egyikkel tervezi kirabolni a Béke körúti postafiókot. A nő feljelentést tett, és a rendőrség házkutatást tartott a férfi kondorosi otthonában, ahol megtalálták a két fegyvert. A vizsgálat kiderítette, hogy az egyik fegyver Keve Mihályé volt. Az ügyben újraindították a nyomozást, és letartóztatták Vajgel Mihályt, valamint Nyemcsók Györgyöt és Gulyás Tamást, akikről feltételezték, hogy részt vehettek a gyilkosságban. 
Miután a tetteseket elfogták, kiderült, mi történt pontosan 1957. február 12-én este. Keve Mihály, miután eltávozást  kapott, közös ivászaton vett részt a három elkövetővel. Nyemcsók Györggyel beszélgetett sokáig, majd hazaindult. Vajgel, Nyemcsók és Gulyás a bokrok mögött rejtőzve követték áldozatukat, Keve viszont észrevette, hogy valakik követik, és elővette a fegyverét, majd azzal a kezében kiabált a bokrok felé, hogy jöjjenek elő. Nyemcsók György elő is jött, és bizalmasan mondta Kevének, hogy nyugodtan tegye el a fegyvert. A gyanútlan főhadnagy ezt meg is tette. Ezután ismét beszélgetett Nyemcsókkal egy rövidebb ideig, majd elköszönt, és folytatni akarta az útját hazafelé. Amikor Nyemcsók felé nyújtotta a kezét, hogy búcsúzóul kezet fogjon vele, a férfi magához rántotta. Vajgel és Gulyás ekkor jöttek elő a bokorból, és a földre nyomták Kevét, aki segítségért kiáltozott. Ekkor Vajgel előrántotta kését, és elvágta Keve Mihály nyakát. Kevét ezután hurcolták a romtanyára, ahol ráborítottak egy falat is. A gyilkosság után a három elkövető Hunyára akart menni, ahol  egy rendőrt akartak megölni, erről azonban a kései időpont miatt lemondtak.

## Ítélet és emlékezet
A Szegedi Katonai Bíróság különös kegyetlenséggel, anyagi haszonszerzés céljából elkövetett emberölés miatt halálra ítélte Vajgel Mihályt és Nyemcsók Györgyöt, míg Gulyás Tamásra 15 év börtönbüntetést rótt ki. Vajgel kivégzésére 1961. december 13-án került sor. Ugyanezen a napon vesztette életét Nyemcsók is, ám nem a bitófa alatt: a börtön felső emeletének folyosójáról a mélybe vetette magát.
Sokáig tartotta magát a médiában az a feltételezés, hogy  Vajgelék a kommunista terror áldozataivá váltak. A két brutális gyilkosnak  mint "mártírnak" 1989-ben Nagy Imre és mártírtársai temetésekor kopjafát is állítottak.
Keve Mihály nevét 1991-ig egy utca őrizte Kondoroson.